# Coquitlam Challenger 1989
Il Coquitlam Challenger 1989 è stato un torneo di tennis facente parte della categoria ATP Challenger Series nell'ambito dell'ATP Challenger Series 1989. Il torneo si è giocato a Coquitlam in Canada dal 2 all'8 ottobre 1989 su campi in cemento.

## Vincitori

### Singolare
Ville Jansson ha battuto in finale  Chris Pridham con il punteggio di 6–4, 6–2

### Doppio
Patrick Galbraith /  Brian Garrow hanno battuto in finale  Ned Caswell /  Chris Garner con il punteggio di 4–6, 6–4, 6–4